# روبرت اغنيو
روبرت أغنيو (4 يونيو 1899-8 نوفمبر 1983)، المعروف أيضًا باسم بوبي أغنيو، ولد في دايتون، كنتاكي، كان ممثلًا سينمائيًا أمريكيًا عمل في الغالب في عصر الأفلام الصامتة، حيث صنع 65 فيلمًا في كل من العصر الصامت والصوت.
تشير مراجعة "The Heart of Broadway" إلى القوة النجمية للممثل "Bobby Agnew"، المفضل دائمًا لدى محبي الأفلام، يحمل بالتأكيد رقمه القياسي في "The Heart of Broadway".
توفي عام 1983 في بالم سبرينغز، كاليفورنيا.